# Beşbıyık, Mesudiye
Beşbıyık là một xã thuộc huyện Mesudiye, tỉnh Ordu, Thổ Nhĩ Kỳ. Dân số thời điểm năm 2010 là 100 người.